# Lesjak
Lesjak je 54. najbolj pogost priimek v Sloveniji, ki ga je po podatkih Statističnega urada Republike Slovenije na dan 31. decembra 2007 uporabljalo 1.684 oseb, na dan 1. januarja 2010 pa je bil 53. najbilj pogost priimek, ki ga je uporabljalo 1.693 oseb. 

## Znani nosilci priimka
- Ajda Kalan-Lesjak (1943 - 2014), RTV voditeljica
- Anton Lesjak (1857 - 1942), duhovnik
- Barbara Lesjak (*1970), avstrijska političarka slovenskega rodu
- Borut Lesjak (1931 - 1995), pianist, skladatelj in aranžer
- Boštjan Lesjak, podpolkovnik SV
- Davorin Lesjak - Tinček (1872 - 1946), učitelj, planinec, narodni delavec
- Dušan Lesjak (*1957), računalničar, profesor in politik
- Gregor Lesjak (1965 - 2022), sociolog, religiolog, direktor urada RS za verske skupnosti
- Helena Vidic Lesjak (*1987), dirigentka, skladateljica
- Iztok Lesjak, direktor Tehnološkega parka Ljubljana
- Janez Lesjak (1915 - ?), politik
- Janez Lesjak (*1950), častnik TO in veteran vojne za Slovenij
- Katja Lesjak (*1967), alpska smučarka
- Katja Lesjak (*1983), pevka zabavne glasbe
- Ksaverija Lesjak (?–1977), misijonarka (Južna Afrika)
- Lojze Lesjak (1914 - ?), gospodarstvenik (Delamaris)
- Ludvik Lesjak (1941 - 2021), vodja narodnozabavnega Ansambla Ludvika Lesjaka
- Matjaž Lesjak, zdravnik, alpinist, pisatelj?
- Metoda Maj (r. Lesjak) (*1964), kiparka
- Miha Lesjak (*1981), Fakulteta za turistične študije Turistica
- Miran Lesjak (*1963), novinar, urednik
- Mitja Lesjak, rokometaš
- Petra Lesjak Tušek (*1975), novinarka, publicistka, (1.ženska) predsednica Društva novinarjev Slovenije
- Rajko Lesjak, sindikalist
- Robert (Karel) Lesjak (1737 - ?), organist
- Romana Lesjak, županja Črne na Koroškem
- Sandi Lesjak, rokometaš
- Tadej Lesjak, poveljnik pokrajin. štaba TO v Lj 1991 - "osamosvojitelj", publicist
- Tine Lesjak (1957 - 2019), skladatelj narodnozabavne glasbe, harmonikar, pevec
- Urban Lesjak (duhovnik)
- Urban Lesjak (*1990), rokometaš
- Uroš Lesjak, podjetnik, podžupan Celja ...
- Zoran Lesjak, slikar in scenograf
- Žiga Lesjak, rokometaš